# Конвой № 1232
Конвой № 1232 — японський конвой часів Другої світової війни, проведення якого відбувалось у жовтні 1943 року.
Конвой сформували на атолі Трук (нині Чуук) у східній частині Каролінських островів (ще до війни тут була створена потужна база ВМФ, з якої до лютого 1944 року провадились операції в цілій низці архіпелагів), а місцем призначення був Рабаул — головна передова база на острові Нова Британія, з якої японці вже два роки провадили операції на Соломонових островах та сході Нової Гвінеї.
До складу конвою № 1232 увійшов транспорт «Хокуйо-Мару», який вів на буксирі мінісубмарину, та ще одне неідентифіковане судно, а ескорт забезпечував мисливець за підводними човнами CH-33.
23 жовтня 1943 року го судна вийшли з Труку та попрямували на південь, а 29 жовтня успішно прибули до Рабаула.